# スリーロールス
スリーロールス（欧字名:Three Rolls、2006年4月26日 - ）は、日本の競走馬、種牡馬。
2009年の菊花賞（JpnI）優勝馬である。
浜中俊騎手、武宏平調教師、永井啓弍馬主、武牧場ら大勢にクラシックのタイトルを初めてもたらした。

## 経歴

### デビューまで

#### 誕生までの経緯
スリーローマンは、1997年に生産された父ブライアンズタイム、母アコニットローマンの牝馬である。母のアコニットローマンは1993年の東京プリンセス賞勝ち馬であり、スリーローマンの半兄には1999年の東京王冠賞の勝ち馬で、同年のジャパンダートダービー2着などの実績を残したオペラハットがいる。冠名「スズカ」「スリー」「サンレイ」を用いる永井啓弍の関連会社の所有、栗東トレーニングセンターの武宏平調教師の管理のもと、競走馬としてデビューしていた。永井と武宏平の関係は、小林稔調教師の紹介で結ばれた関係だった。デビューしてすぐ、2歳のスリーローマンは、一時400キログラムを割るほどの小柄な馬体をしていたが、時間をかけて逞しくなる。4歳夏には460キログラムにまで増やすほどの成長力の持ち主だった。成熟した4歳秋には、2001年の府中牝馬ステークス（GIII）では、マルカキャンディ、ティコティコタックに次ぐ3着となるまで出世、GIのエリザベス女王杯にも出走を果たした。
35戦4勝の成績で引退した後は、武宏平の弟の牧場である、北海道日高郡静内町・武牧場で繁殖牝馬となる。初年度となる2003年はラムタラの仔、2年目はアグネスタキオンの仔を孕んでいた。そして3年目となる2005年の交配相手には、武宏平の「好き」な馬であるという理由で強く希望し、1996年の菊花賞優勝馬であるダンスインザダークが選ばれた。

#### 幼駒時代
それから1年後の2006年4月26日、北海道日高郡新ひだか町の武牧場にて、スリーローマンの3番仔である鹿毛の牡馬（後のスリーロールス）が誕生する。宏平はこの3番仔の動向を、誕生前から注視していたという。宏平によれば、父母ともに激しい気性だったが、仔はそれに似ず「おっとりしていて、イレ込まないし（中略）暴れることもない」様子であり、体型もダンスインザダークには似ていなかったという。
場長の山ノ井紀明によれば「おっとりしていて手の掛からない馬でした。逆に印象がないくらい」「牧場時代は手が掛からず、かえって印象が薄かった」「本当におっとりした、手のかからかからない馬でしたね。大人しすぎて印象に残っていない」と回顧している。幼いころから体は大きかったが、健康で怪我も病気もしなかった。育成段階に入っても充実した動きをしていたという。

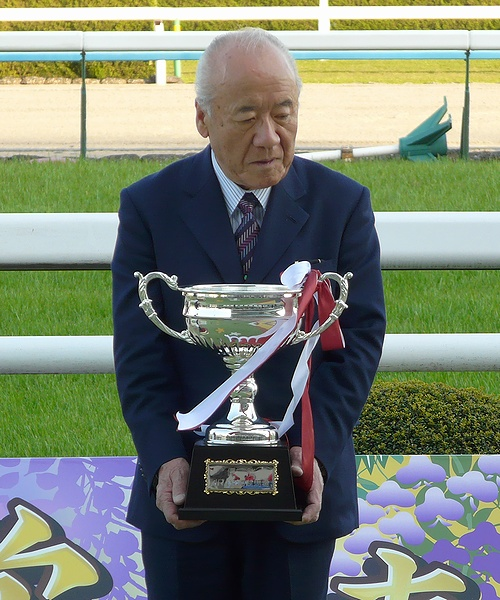
永井啓弍

3番仔は、母同様に永井の所有となる。永井は、これまでサイレンススズカで宝塚記念を、スズカマンボで天皇賞（春）を、スズカフェニックスで高松宮記念を制していたが、クラシックのタイトルには届いていなかった。そんな永井は、3番仔に冠名「スリー」に「ロールス」を組み合わせた「スリーロールス」という競走馬名を与える。「ロールス」とは車「ロールス・ロイス」を意味しており、母スリーローマンの「ロ」と永井の生業である自動車業を絡めたネーミングだった。

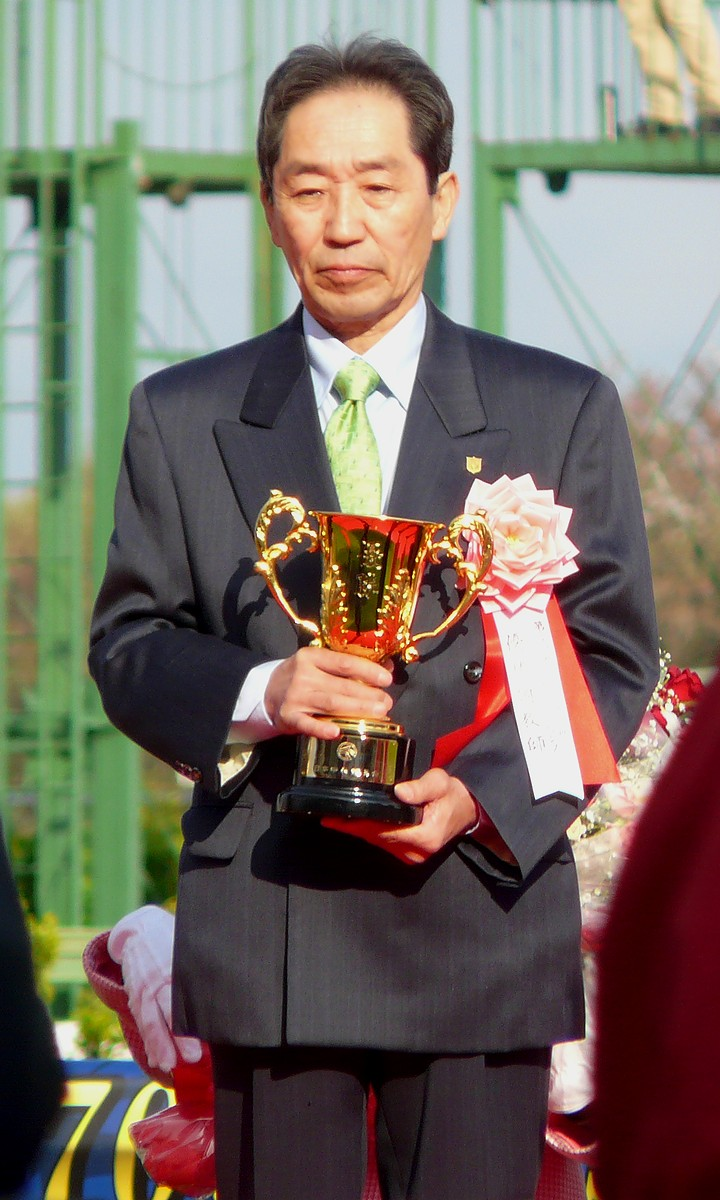
武宏平

競走年齢に達したスリーロールスは、栗東の武宏平厩舎に入厩する。宏平厩舎は、1978年に開業してから、2004年の中山大障害を制したメルシータカオー、2007年の中山大障害を制したメルシーエイタイムという障害GI級競走の勝利こそあった。しかし平地GI級競走では、ゴールドウェイで臨んだ1984年菊花賞にて、シンボリルドルフに4分の3馬身届かず、フェアダンスで臨んだ1996年エリザベス女王杯にて、ダンスパートナーにクビ差届かず、いずれも2着で、勝利は挙げられていなかった。宏平は京都競馬場で生まれており、そこで行われるビッグレース、菊花賞と天皇賞（春）は勝ちたいという夢を持っていた。

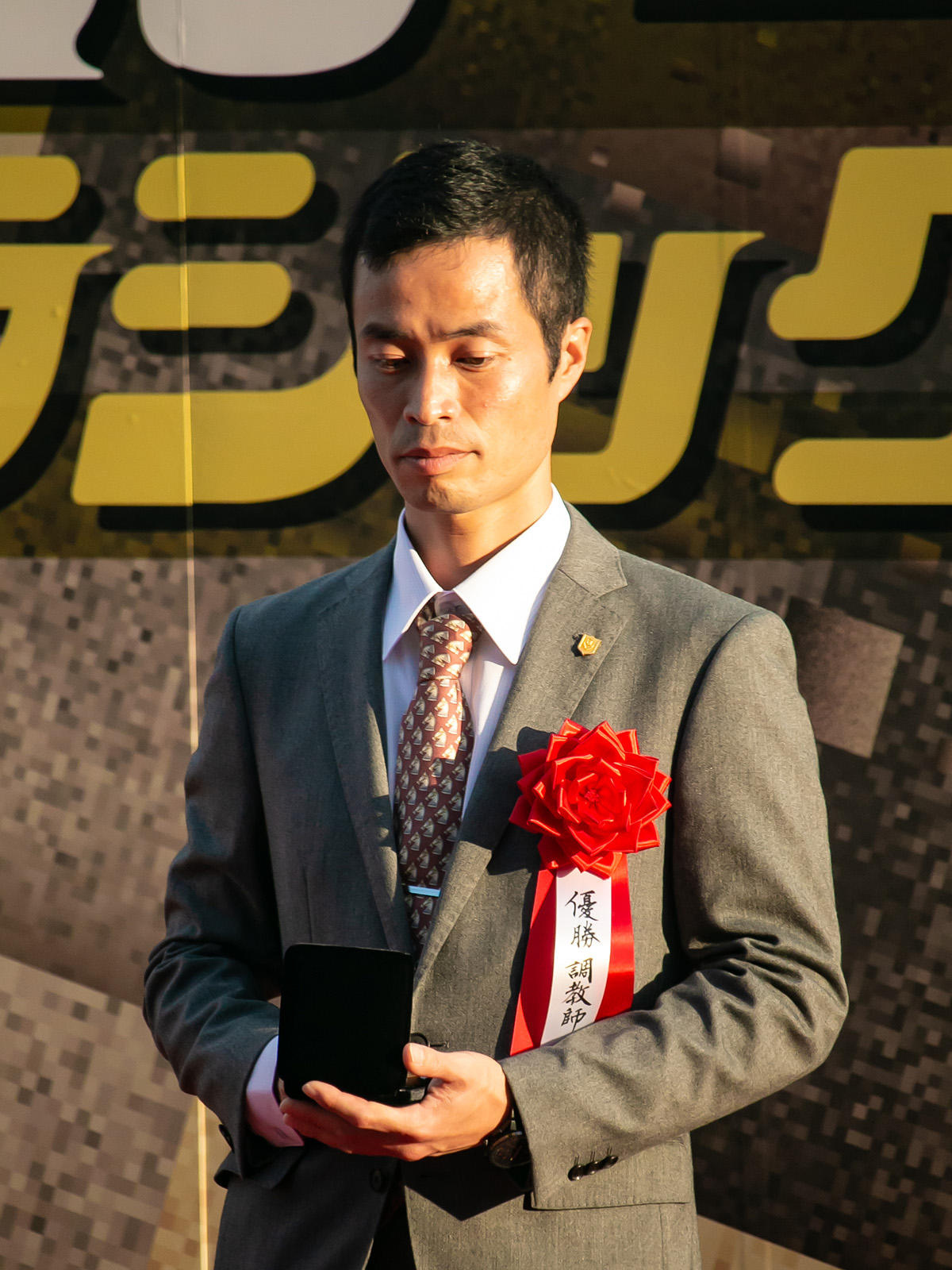
杉山晴紀

厩舎のスリーロールスは、永山良介厩務員、杉山晴紀調教助手が担当した。永山は、厩務員歴25年超、50代のベテランだったが、重賞はハイブリドーマでの1989年阪急杯3着（優勝馬:ホリノライデン）が最高で、GI級競走に担当馬を送り込んだことがなかった。杉山は、スリーロールスの父ダンスインザダークが制した1996年菊花賞を見て感動したことをきっかけに、サラリーマン家庭のサッカー選手志望から縁のない馬の世界に転じていた。杉山は、宏平が病気がちだったこともあり、厩舎運営の代行も一部行っていたという。杉山によれば、入厩当初のスリーロールスは動きが鈍かったが、調教を進めるにつれて心肺機能のすばらしさに気づいたという。強めの調教をしても息苦しくならなかった。

### 競走馬時代

#### 新馬戦の敗北
2008年10月26日、京都競馬場の新馬戦（芝1800メートル）でデビューとなる。菊花賞当日に設定されていたため、有力騎手が集っており、自動的に評判の良い関西馬が揃っていた。アドマイヤオーラやアドマイヤジャパンの妹にしてビワハイジの仔であるブエナビスタ、優秀な調教タイムを叩き出していたリーチザクラウン、フサイチコンコルドの弟であるアンライバルドが一堂に会していた。それでも宏平は、デビュー前の調教でポテンシャルを感じ取っており、強い相手と戦おうとあえてこのレースを選択する。鞍上には、菊花賞騎乗のために、関西に遠征した関東の横山典弘を起用していた。上述の3頭が3番人気までを占め、内田博幸騎乗のエーシンビートロンが4番人気で続いていた。その一方で、スリーロールスの人気はなく、49.7倍の8番人気だった。
エーシンビートロンが逃げて、それに続く好位の4番手を確保する。後方には人気の3頭が追走していた。最終コーナーを4番手で通過したスリーロールスは、直線で先頭に躍り出るべく末脚を発揮し、追い上げ、エーシンビートロンを捉えることはできた。しかし、後方から追い込んで来た人気3頭には敵わなかった。アンライバルドやリーチザクラウンには突き放され、ブエナビスタにはすんなり交わされる。アンライバルドに約3馬身以上、リーチザクラウンに約2馬身以上、ブエナビスタに1馬身半後れを取る4着となった。評判の3頭には敵わなかったものの、レース直後には、横山からポテンシャルがあるという報告を受けていた。

#### 夏の成長
2戦目の1番人気5着を経て、3戦目に福永祐一が導き、初勝利を挙げた。その後は、中京2歳ステークス（OP）5着で2歳を終えた。年をまたいで2009年、3歳始動戦の条件戦は4着。そして3月28日には、毎日杯（GIII）で重賞初出走とし、浜中俊が初めて騎乗して臨み、8着となった。浜中が続投し、はなみずき賞（500万円以下）2着を経て、5月3日の500万円以下では、ナリタクリスタルらを下して優勝、2勝目を挙げた。この直後、宏平と浜中の間で主戦の約束が結ばれる。騎手デビュー3年目、20歳、栗東の坂口正大厩舎所属の浜中は、武厩舎と坂口厩舎は三軒先にあり、頻繁に顔を合わせる関係だった。この関係から、浜中の主戦起用が決定した。
2勝目を挙げた後は、目標を菊花賞に定めて、放牧、夏休みとなる。菊花賞を制した父、成長力に富む母から宏平は、本格化は秋以降であると無理はさせなかった。またこの頃はまだ腰が成熟しておらず、夏の間に成長を促す意味合いもあった。5月には、脚腰を鍛えるために障害を飛ぶ練習も取り入れていた。また宏平夫人の洋子によれば、宏平は、菊花賞出走に向け、勝負服を新調するといった行動にも出ていたという。
参戦を見送った春のクラシックでは、牝馬限定の桜花賞をブエナビスタが、優駿牝馬（オークス）もブエナビスタが制し、牝馬二冠を果たしていた。そして主に牡馬が出走する皐月賞を、アンライバルドが制していた。それから東京優駿（日本ダービー）では、リーチザクラウンがロジユニヴァースに次ぐ2着となっていた。新馬戦で先着を許した評判の3頭は、共にクラシックで活躍し、2頭が戴冠まで果たしていた。そして続く秋、3頭のうち牡馬の2頭、アンライバルドとリーチザクラウンは、スリーロールスと同じ菊花賞を目指していた。
夏休みを過ごしたスリーロールスは、8月1日に帰厩する。復帰戦の新潟競馬場の弥彦特別（1000万円以下）では、浜中が他とかち合ったために騎乗できず、新馬戦でエーシンビートロンに騎乗して以来、スリーロールスを認識していた内田が起用され、5着だった。それから浜中が舞い戻って9月26日、阪神の野分特別（1000万円以下）に、3番人気で臨む。2番手追走から直線で後続を突き放していた。相手は「1000万（円以）下としてはかなり強力」（岡本光男）だったが、それらに4馬身差をつけて勝利。3勝目を挙げて、菊花賞戦線に到達した。

#### 菊花賞
野分特別で3勝目を挙げ、収得賞金1500万円に達したスリーロールスは、続いて菊花賞の出走登録を行う。ただし、収得賞金1500万円では、直ちに出走を叶えることができなかった。出走可能頭数である18頭以上の登録があり、トライアル競走で優先出走権を得た数頭を除いた十数頭は、収得賞金が高い馬から順番に出走を決めていた。そんな中、収得賞金1500万円が出走可能、不可能を分かつボーダーとなる。収得賞金1500万円の馬は、スリーロールスを含めた7頭をおり、残された出走枠は6つだった。そのため出走馬を決める「7分の6」の抽選が課される。しかしスリーロールスは当選し、出走を叶えた。

当日は、雨の予報がなされていた。依然として腰が甘いスリーロールスは、雨の場合不自由な走りになる危険があった。そのため宏平は敗北を観念していたが、当日は予報外れて晴れ、良馬場での開催だった。そんな中、スリーロールスは19.2倍の8番人気に支持される。東京優駿優勝馬のロジユニヴァースは不在だったが、その2着のリーチザクラウン、皐月賞優勝馬のアンライバルド、朝日杯フューチュリティステークス優勝馬のセイウンワンダー、さらに前哨戦セントライト記念優勝馬のナカヤマフェスタ、神戸新聞杯優勝馬のイコピコなどが揃っていた。スリーロールスにとっては、リーチザクラウンとアンライバルドとの新馬戦以来の再戦だった。人気は、リーチザクラウン、イコピコ、アンライバルド、ナカヤマフェスタの順で4番人気までとなり、いずれも単勝オッズ一桁台に推されていた。
1枠1番のスリーロールスは好スタートを切り、好位を確保する。リーチザクラウンが逃げ、ハイペースで先導する展開を追走した。大勢は変わらないまま、最終コーナーを通過し、直線では逃げるリーチザクラウンを追いかける形となった。直線では、最内を走るリーチザクラウンの背後から接近する。リーチザクラウンとそれに迫るヤマニンウイスカーの間に割り込み、残り200メートルでリーチザクラウンに並びかけた。しかしその直後、スリーロールスはターフビジョンに驚いて、大きく外に膨れてしまい、先頭を取り損ねた。さらに背後にいた7番人気フォゲッタブルに膨れた隙を突かれて、接近を許していた。しかし浜中により矯正されると、我を取り戻して前進を再開。最内のリーチザクラウンを差し切り、内のフォゲッタブルにも抵抗した。フォゲッタブルと鼻面並べての決勝線通過となったが、スリーロールスがハナ差先着を果たした。審議のランプが点灯したが、そのまま確定する。

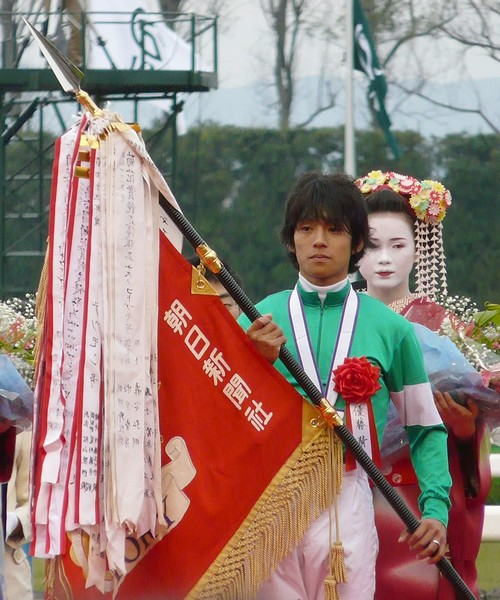
菊花賞の表彰式

重賞初出走でGI級競走初勝利、クラシック戴冠を果たした。前年のオウケンブルースリに続いて2年連続で春のクラシック不出走馬のよる優勝となった。浜中は、デビュー3年目でGI級競走初優勝、同期では春にNHKマイルカップをジョーカプチーノで制した藤岡康太に次ぐ2番目の早さだった。武宏平は開業32年目で平地GI級競走初優勝、孫を初めて競馬場に呼んでの優勝だった。永山はGI初出走でクラシック戴冠、永井は74歳でクラシック初優勝だった。さらに父ダンスインザダークは、2003年ザッツザプレンティ、2004年デルタブルースに続いて3回目の菊花賞親仔制覇達成。2着のフォゲッタブルもダンスインザダークであり、菊花賞史上6例目となる同一種牡馬産駒によるワンツーフィニッシュだった。そして杉山は、ゆかりのある菊花賞を、そのダンスインザダークの産駒で制していた。
これを以て終結したこの世代のクラシックでは、新馬戦に出走した3頭が戴冠を果たしたことになった。同じ新馬戦から3頭のクラシック優勝馬が現れたのは、史上初めての事象だった。

#### 引退
菊花賞後は、当初ジャパンカップを予定していたが、疲労を考慮して見送り、暮れの有馬記念に臨む。ここでは、新馬戦で先着を許した3頭も出走し、新馬戦以来の再会をグランプリで果たしていた。他にドリームジャーニー、マツリダゴッホらが出走する中、ブエナビスタが1番人気、リーチザクラウンが5番人気、スリーロールスが6番人気、アンライバルドが8番人気となる。
スリーロールスは中団を追走し、1周目を通過。しかし2周目の第3コーナーにて突如失速し、競走中止となった。引き上げた浜中は、涙を流していたという。競走中止は、左前脚の浅屈腱不全断裂を発症したためだった。
その後、年をまたいで2010年1月3日に検査を行う。結果次第では現役復帰の可能性もあったが、腱が完全に切れていた。症状が重いために現役続行を断念、競走馬引退となる。1月6日付で日本中央競馬会の競走馬登録が抹消された。杉山は、この出来事を悔いて、自身のメールアドレスを、スリーロールスの名前と故障した日付に設定したという。

### 種牡馬時代
引退後は、北海道新ひだか町のレックススタッドで種牡馬として繋養される。初年度は13頭、2年目も13頭の繁殖牝馬を集めたが、それ以降右肩下がりだった。5年目の2014年1頭を最後に種牡馬を引退。2015年1月13日付で用途変更となった。その後は、功労馬繋養展示事業の助成対象として、功労馬となっている。

## 競走成績
以下の内容は、netkeiba.comおよびJBISサーチの情報に基づく。
| 競走日 | 競走日 | 競走日 | 競馬場 | 競走名       | 格       | 距離 （馬場） | 頭 数 | 枠 番 | 馬 番 | オッズ （人気） | 着順     | タイム （上り3F） | 着差     | 騎手      | 斤量 [kg] | 1着馬 （2着馬）      | 馬体重 [kg] |
| ------ | ------ | ------ | ------ | ------------ | -------- | ------------- | ----- | ----- | ----- | --------------- | -------- | ----------------- | -------- | --------- | --------- | -------------------- | ----------- |
| 2008.  | 10.    | 26     | 京都   | 2歳新馬      |          | 芝1800m（良） | 11    | 7     | 8     | 49.70（8人）    | 04着     | 1:52.2 (34.3)     | -0.5     | 0横山典弘 | 55        | アンライバルド       | 504         |
|        | 11.    | 08     | 京都   | 2歳未勝利    |          | 芝2000m（稍） | 11    | 4     | 4     | 02.10（1人）    | 05着     | 2:02.4 (35.9)     | -0.6     | 0岩田康誠 | 55        | ピエナファンタスト   | 502         |
|        | 11.    | 30     | 京都   | 2歳未勝利    |          | 芝1800m（良） | 18    | 2     | 4     | 05.80（3人）    | 01着     | 1:49.3 (35.1)     | -0.2     | 0福永祐一 | 55        | （ナリタプラチナ）   | 498         |
|        | 12.    | 14     | 中京   | 中京2歳S     | OP       | 芝1800m（良） | 10    | 7     | 8     | 10.50（5人）    | 05着     | 1:49.7 (35.4)     | -0.4     | 0太宰啓介 | 55        | メイショウドンタク   | 494         |
| 2009.  | 03.    | 07     | 阪神   | 3歳500万下   |          | 芝1800m（良） | 15    | 8     | 14    | 09.30（4人）    | 04着     | 1:50.1 (35.1)     | -0.1     | 0福永祐一 | 56        | フミノイマージン     | 496         |
|        | 03.    | 28     | 阪神   | 毎日杯       | GIII     | 芝1800m（良） | 14    | 4     | 6     | 53.7（11人）    | 08着     | 1:48.4 (34.2)     | -0.4     | 0浜中俊   | 56        | アイアンルック       | 496         |
|        | 04.    | 19     | 阪神   | はなみずき賞 | 500万下  | 芝1800m（良） | 13    | 6     | 9     | 02.90（1人）    | 02着     | 1:48.2 (33.4)     | -0.2     | 0浜中俊   | 56        | ロードロックスター   | 490         |
|        | 05.    | 03     | 京都   | 3歳500万下   |          | 芝1800m（良） | 14    | 4     | 5     | 02.50（1人）    | 01着     | 1:47.1 (33.8)     | -0.4     | 0浜中俊   | 56        | （ナリタクリスタル） | 490         |
|        | 09.    | 05     | 新潟   | 弥彦特別     | 1000万下 | 芝2000m（良） | 13    | 8     | 13    | 03.60（2人）    | 05着     | 1:59.3 (34.1)     | -0.5     | 0内田博幸 | 54        | メイショウベルーガ   | 500         |
|        | 09.    | 26     | 阪神   | 野分特別     | 1000万下 | 芝1800m（良） | 11    | 1     | 1     | 03.70（3人）    | 01着     | 1:45.0 (33.6)     | -0.7     | 0浜中俊   | 54        | （ジャミール）       | 494         |
|        | 10.    | 25     | 京都   | 菊花賞       | JpnI     | 芝3000m（良） | 18    | 1     | 1     | 19.20（8人）    | 01着     | 3:03.5 (35.2)     | -0.0     | 0浜中俊   | 57        | （フォゲッタブル）   | 498         |
|        | 12.    | 27     | 中山   | 有馬記念     | GI       | 芝2500m（良） | 16    | 5     | 10    | 13.50（6人）    | 競走中止 | 競走中止          | 競走中止 | 0浜中俊   | 55        | ドリームジャーニー   | 498         |

## 種牡馬成績
以下の内容は、JBISサーチの情報に基づく。
| 種付年度 | 種付頭数 | 生産頭数 | 血統登録頭数 | 出走頭数 | 勝馬頭数 | 重賞勝馬頭数 | AEI  | CPI  |
| -------- | -------- | -------- | ------------ | -------- | -------- | ------------ | ---- | ---- |
| 2010     | 13       | 9        | 9            | 9        | 5        | 0            | 0.09 |      |
| 2011     | 13       | 9        | 9            | 6        | 4        | －           | 0.09 |      |
| 2012     | 11       | 8        | 8            | 7        | 3        | －           | 0.11 |      |
| 2013     | 6        | 3        | 3            | 3        | 2        | －           | 0.08 |      |
| 2014     | 1        | 0        | 0            | 0        | －       | －           | －   |      |
| 合計     | 合計     | 合計     | 29           | 25       | 14       | 0            | 0.09 | 0.62 |

- 情報は、2022年9月21日時点。

## 血統表
| スリーロールスの血統            | スリーロールスの血統                                 | スリーロールスの血統               | （血統表の出典）                   | （血統表の出典） |
| 父系                            | サンデーサイレンス系（ヘイロー系）                   | サンデーサイレンス系（ヘイロー系） | サンデーサイレンス系（ヘイロー系） | [ § 2 ]          |
| 父 ダンスインザダーク 1993 鹿毛 | 父の父*サンデーサイレンス Sunday Silence 1986 青鹿毛 | Halo                               | Hail to Reason                     | Hail to Reason   |
| 父 ダンスインザダーク 1993 鹿毛 | 父の父*サンデーサイレンス Sunday Silence 1986 青鹿毛 | Halo                               | Cosmah                             |                  |
| 父 ダンスインザダーク 1993 鹿毛 | 父の父*サンデーサイレンス Sunday Silence 1986 青鹿毛 | Wishing Well                       | Understanding                      | Understanding    |
| 父 ダンスインザダーク 1993 鹿毛 | 父の父*サンデーサイレンス Sunday Silence 1986 青鹿毛 | Wishing Well                       | Mountain Flower                    |                  |
| 父 ダンスインザダーク 1993 鹿毛 | 父の母*ダンシングキイ Dancing Key 1983 鹿毛          | Nijinsky                           | Northern Dancer                    | Northern Dancer  |
| 父 ダンスインザダーク 1993 鹿毛 | 父の母*ダンシングキイ Dancing Key 1983 鹿毛          | Nijinsky                           | Flaming Page                       |                  |
| 父 ダンスインザダーク 1993 鹿毛 | 父の母*ダンシングキイ Dancing Key 1983 鹿毛          | Key Partner                        | Key to the Mint                    | Key to the Mint  |
| 父 ダンスインザダーク 1993 鹿毛 | 父の母*ダンシングキイ Dancing Key 1983 鹿毛          | Key Partner                        | Native Partner                     |                  |
| 母 スリーローマン 1997 青毛     | 母の父*ブライアンズタイム 1985 黒鹿毛                | Roberto                            | Hail to Reason                     | Hail to Reason   |
| 母 スリーローマン 1997 青毛     | 母の父*ブライアンズタイム 1985 黒鹿毛                | Roberto                            | Bramalea                           |                  |
| 母 スリーローマン 1997 青毛     | 母の父*ブライアンズタイム 1985 黒鹿毛                | Kelley's Day                       | Graustark                          | Graustark        |
| 母 スリーローマン 1997 青毛     | 母の父*ブライアンズタイム 1985 黒鹿毛                | Kelley's Day                       | Golden Trail                       |                  |
| 母 スリーローマン 1997 青毛     | 母の母アコニットローマン 1990 黒鹿毛                 | *ブレイヴェストローマン            | Never Bend                         | Never Bend       |
| 母 スリーローマン 1997 青毛     | 母の母アコニットローマン 1990 黒鹿毛                 | *ブレイヴェストローマン            | Roman Song                         |                  |
| 母 スリーローマン 1997 青毛     | 母の母アコニットローマン 1990 黒鹿毛                 | カミモリレディー                   | *ネプテューヌス                    | *ネプテューヌス  |
| 母 スリーローマン 1997 青毛     | 母の母アコニットローマン 1990 黒鹿毛                 | カミモリレディー                   | カミモリダイテン                   |                  |
| 母系(F-No.)                     | アコニット系(FN:7-d)                                 | アコニット系(FN:7-d)               | アコニット系(FN:7-d)               | [ § 3 ]          |
| 5代内の近親交配                 | Hail to Reason 4×4、Graustark 5×4                    | Hail to Reason 4×4、Graustark 5×4  | Hail to Reason 4×4、Graustark 5×4  | [ § 4 ]          |
| 出典                            | 1. 2. 3. 4.                                          | 1. 2. 3. 4.                        | 1. 2. 3. 4.                        | 1. 2. 3. 4.      |